# Tanch’ŏn
Tanch’ŏn (kor. 단천) – miasto w Korei Północnej, w prowincji Hamgyŏng Południowy, nad Morzem Japońskim. Około 346 tys. mieszkańców.